# Nichte
Nichte är en ort i Mexiko.   Den ligger i kommunen Chamula och delstaten Chiapas, i den sydöstra delen av landet, 700 km öster om huvudstaden Mexico City. Nichte ligger 2 435 meter över havet och antalet invånare är 462.
Terrängen runt Nichte är huvudsakligen kuperad, men västerut är den bergig. Runt Nichte är det tätbefolkat, med 550 invånare per kvadratkilometer. Närmaste större samhälle är San Cristóbal de las Casas, 11,4 km sydost om Nichte. I omgivningarna runt Nichte växer huvudsakligen savannskog.